# Хуан Карлос Бурбано
Хуан Карлос Бурбано де Лара Торрес (ісп. Juan Carlos Burbano de Lara Torres, нар. 15 лютого 1969, Кіто, Еквадор) — еквадорський футболіст, що грав на позиції півзахисника.
Виступав за національну збірну Еквадору.

## Клубна кар'єра
У дорослому футболі дебютував 1988 року виступами за команду клубу «Універсідад Католіка» (Кіто), в якій провів три сезони.
Протягом 1992—1993 років захищав кольори команди клубу «Депортіво Кіто».
1994 року перейшов до клубу «Депортіво Ель Насьйональ», за який відіграв 10 сезонів. Більшість часу, проведеного у складі «Депортіво Ель Насьйональ», був основним гравцем команди. Завершив професійну кар'єру футболіста виступами за команду «Депортіво Ель Насьйональ» у 2004 році.

## Виступи за збірну
1996 року дебютував в офіційних матчах у складі національної збірної Еквадору. Протягом кар'єри у національній команді, яка тривала сім років, провів у формі головної команди країни 18 матчів.
У складі збірної був учасником розіграшу Кубка Америки 1997 року в Болівії, розіграшу Кубка Америки 2001 року в Колумбії, чемпіонату світу 2002 року в Японії та Південній Кореї.